# Simulium merritti
Simulium merritti es una especie de insecto del género Simulium, familia Simuliidae, orden Diptera.
Fue descrita científicamente por Adler, Currie & Wood, 2004.